# Cavendishia chocoensis
Cavendishia chocoensis är en ljungväxtart som beskrevs av A. C. Smith. Cavendishia chocoensis ingår i släktet Cavendishia och familjen ljungväxter. Utöver nominatformen finns också underarten C. c. hirsuta.